# Mariascopia ronderosi
Mariascopia ronderosi är en insektsart som beskrevs av Bentos-pereira 2003. Mariascopia ronderosi ingår i släktet Mariascopia och familjen Proscopiidae. Inga underarter finns listade i Catalogue of Life.